# Lexy
Lexy – miejscowość i gmina we Francji, w regionie Grand Est, w departamencie Meurthe i Mozela.
Według danych na rok 1990 gminę zamieszkiwały 2962 osoby, a gęstość zaludnienia wynosiła 494 osób/km² (wśród 2335 gmin Lotaryngii Lexy plasuje się na 148. miejscu pod względem liczby ludności, natomiast pod względem powierzchni na miejscu 923.).

## Populacja

Populacja Lexy w latach 1962–2008